# 骆力学
骆力学（？—？），别号毅齐，男，甘肃天水人，中华民国地方官员，曾任兰州中山大学校长。。
1949年10月初，时任甘肃省建设厅厅长的骆力学与其他甘肃省政府官员一同在酒泉投诚。

## 家庭
妻子曹箎。